# レオカディア・ソリーリャ
レオカディア・ソリーリャ（西: Leocadia Zorrilla, 1788年12月9日 マドリード - 1856年8月7日 マドリード）は、19世紀スペインのロマン主義の画家フランシスコ・デ・ゴヤの老年期の友人である。女性画家のロサリオ・ウァイス・ソリーリャの母。

## 生涯
レオカディアは幼い頃に孤児となり、叔母のフアナ・ガラルサ（Juana Galarza）から教育を受けた。幼少期については知られておらず、その多くは推測によるものである。レオカディアが最初にゴヤと出会ったのは1805年、ゴヤの息子フランシスコ・ハビエル・ゴヤ・イ・バエウ（Francisco Javier Goya y Bayeu）と従妹のグメルシンダ・ゴイコエチェア・ガラルサ（Gumersinda Goicoechea Galarza）との結婚式でのことであったと思われる。1807年、レオカディアは家族とともにマドリードに住んでいたユダヤ系ドイツ人の宝石商イシドーロ・ワイス（Isidore Weiss）と結婚し、彼の両親の家に住むことになった。その間にレオカディアは1808年にホアキン（Joaquín）、1811年にギジェルモ（Guillermo）という2人の息子の母となった。しかし、夫イシドーロは1811年にレオカディアを「違法行為」で告発する法的文書に宣誓しており、2人は離婚したようである。レオカディアが3人目の子供であるロサリオを産んだのは1814年のことである。彼女の父親はゴヤなのではないかと憶測されている。この点について確証はないが、ロサリオの父親がイシドーロでなかったことは確かと思われる。ゴヤは1812年に妻ホセーファ・バイユーを亡くしており、レオカディアは1817年に2人の年下の子供ギジェルモ、ロサリオとともにゴヤの住居に引っ越した。表面上はゴヤの家政婦を務めるためであった。
1824年、レオカディアは息子ギジェルモがフランシスコ・エスポス・イ・ミナの革命活動に関与したため、マドリードを離れ、フランスの都市バイヨンヌへ向かわざるを得なかった。ゴヤもまたスペインの政治情勢に失望し、同時期にボルドーやパリへ向かっている。2人はスペインから亡命した者が多く集まっていたボルドーで再会した。レオカディアは激情的かつ落ち着きのない性格で、ゴヤは衰弱していたが、2人は一緒にいることを楽しんでいたらしく、公の場で一緒にいる姿がよく見られた。
レオカディアの手紙は1828年にゴヤが死去するまでの最後の日々を記録した唯一のものである。ゴヤは遺言書にレオカディアに関することを記載しなかったため、ゴヤの死後、彼女の経済状態はかなり不安定になった。ゴヤの息子の1人ハビエルはレオカディアに父の家具を譲り、いくらかの金銭を渡した。レオカディアの元夫イシドーロがゴヤの死にどう反応したかは知られていないが、ロサリオの父親であると主張していた。ハビエルは明らかに寛大であったが、レオカディアの手紙によるとその後の5年間は経済的に困窮し、主にフランス政府からの年金で生活していた。
政治亡命者に対する恩赦の後、1833年にレオカディアとロサリオはマドリードに戻った。その頃にはハビエルから受け取った金銭は底をついていた。彼女たちはロサリオがプラド美術館で模写した巨匠の作品を売ることで生計を立てていた。1840年、ロサリオは王立サン・フェルナンド美術アカデミーに入学し、イサベル王女とルイサ・フェルナンダ王女のデッサンの教師に任命され、8,000レアルの給料を受け取った。この地位はおそらくイサベルの法定後見人であるアグスティン・アルゲレスと既知であった兄ギジェルモの進歩的な友人たちによって獲得された。
1843年、娘ロサリオが28歳の若さで病死した。その後のレオカディアの人生は不明であるが、保管していたゴヤの作品数点の売却を余儀なくされたことは知られている。彼女は1856年に自宅で死去し、サン・マルティン教会の共同墓地に埋葬された[3]。元夫のイシドーロはそれよりも早い1850年に貧困のうちに死去したようである。
レオカディアはかつてゴヤの妻ホセーファを描いたものだと考えられていた油彩の肖像画や、《黒い絵》の1つ『レオカディア』（La Leocadia）に描かれた。またおそらく晩年の『ボルドーのミルク売り娘』（La lechera de Burdeos）にも描かれた。娘のロサリオはレオカディアを何点か描いている。

## ギャラリー

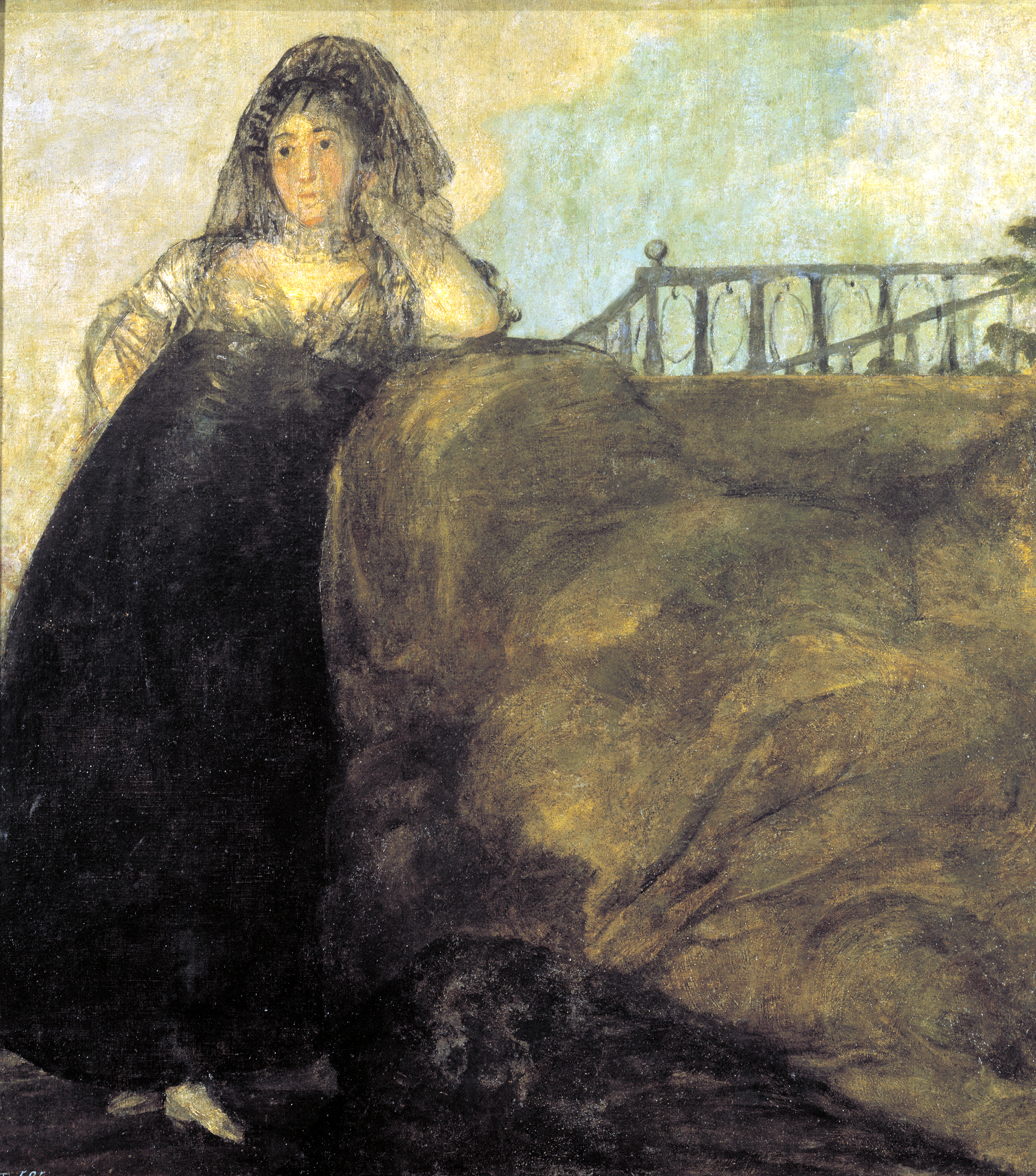
《黒い絵》の1つ『レオカディア』 1819年-1823年 プラド美術館所蔵
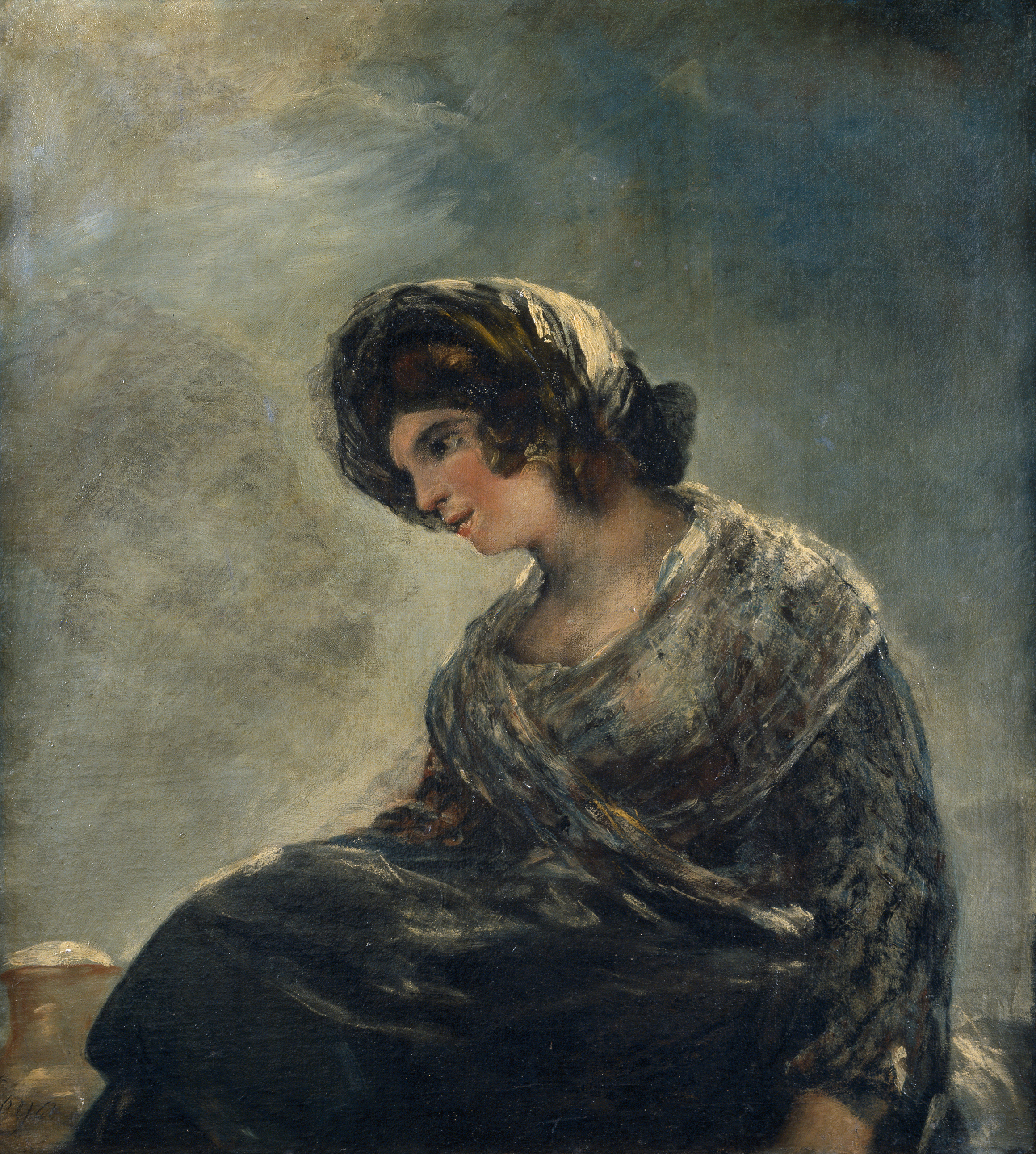
『ボルドーのミルク売り娘』1827年頃 プラド美術館所蔵
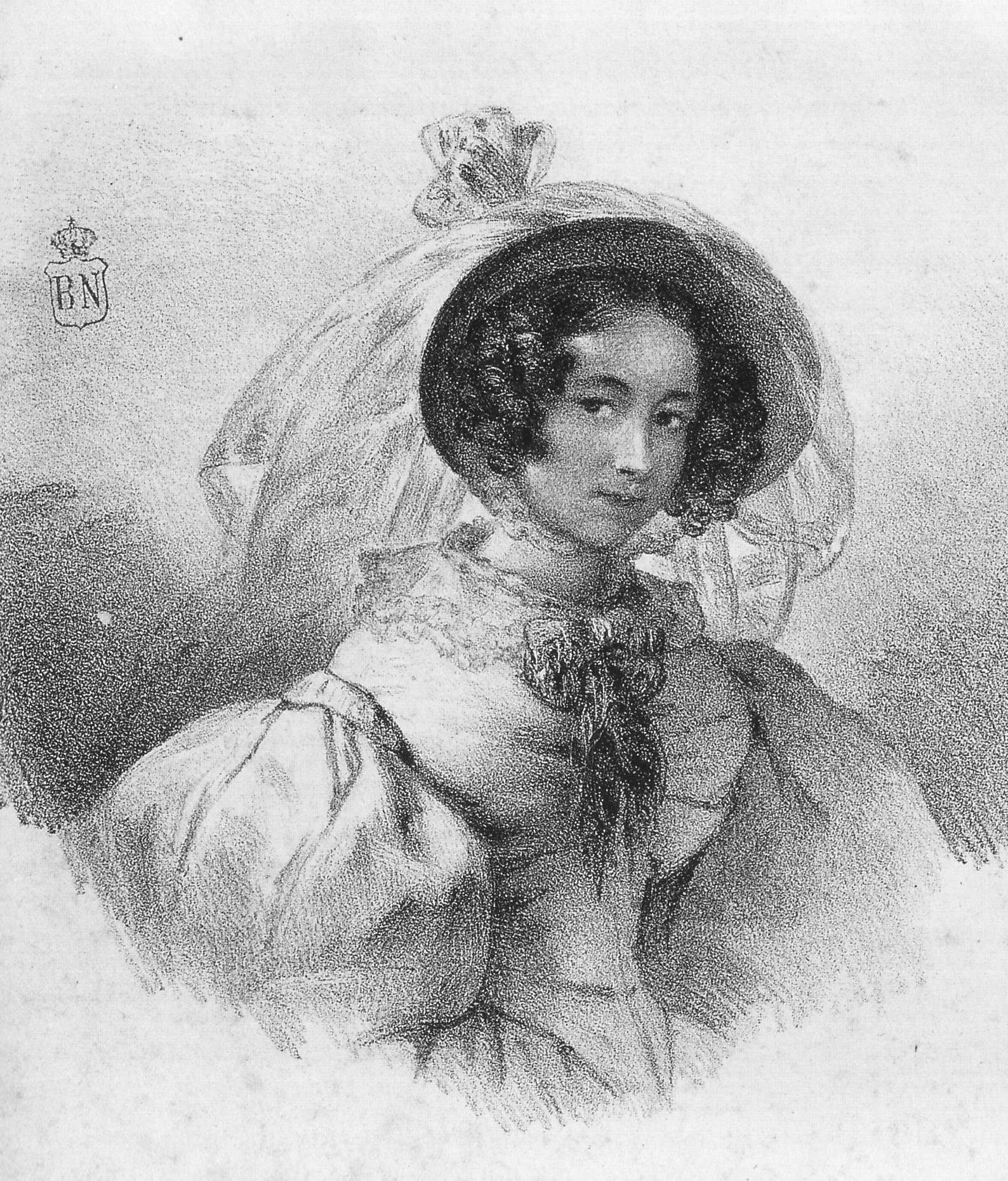
ロサリオ・ウァイス（英語版）『自画像』 1830年代 スペイン国立図書館所蔵